# Lijst van succesvolste Belgische films
Dit is een lijst van succesvolste Belgische films, waarvan België hoofdproducent was.
| Nr. | Jaar | Film                                             | Regisseur                                         | Aantal bezoekers | Taal                 | Bron  |
| --- | ---- | ------------------------------------------------ | ------------------------------------------------- | ---------------- | -------------------- | ----- |
| 1   | 2008 | Loft                                             | Erik Van Looy                                     | 1.194.434        | Nederlands           | [ 1 ] |
| 2   | 1990 | Koko Flanel                                      | Stijn Coninx                                      | 1.082.000        | Nederlands           | [ 1 ] |
| 3   | 1987 | Hector                                           | Stijn Coninx                                      | 933.000          | Nederlands           | [ 1 ] |
| 4   | 1993 | Daens                                            | Stijn Coninx                                      | 848.313          | Nederlands/Frans     | [ 1 ] |
| 5   | 2013 | F.C. De Kampioenen: Kampioen zijn blijft plezant | Eric Wirix                                        | 765.000          | Nederlands/Frans     | [ 1 ] |
| 6   | 2003 | De zaak Alzheimer                                | Erik Van Looy                                     | 755.733          | Nederlands           | [ 1 ] |
| 7   | 1996 | Le Huitième Jour                                 | Jaco Van Dormael                                  | 715.471          | Frans                | [ 2 ] |
| 8   | 2022 | Zillion                                          | Robin Pront                                       | 703.613          | Nederlands           | [ 3 ] |
| 9   | 2015 | F.C. De Kampioenen 2: Jubilee General            | Jan Verheyen                                      | 678.065          | Nederlands/Engels    | [ 1 ] |
| 10  | 1997 | Oesje!                                           | Ludo Cox                                          | 670.609          | Nederlands           | [ 1 ] |
| 11  | 1994 | Max                                              | Freddy Coppens                                    | 643.000          | Nederlands           | [ 1 ] |
| 12  | 1971 | Mira                                             | Fons Rademakers                                   | 642.000          | Nederlands           | [ 1 ] |
| 13  | 2017 | F.C. De Kampioenen 3: Forever                    | Jan Verheyen                                      | 592.000          | Nederlands/Engels    | [ 1 ] |
| 14  | 2019 | F.C. De Kampioenen 4: Viva Boma!                 | Jan Verheyen                                      | 571.641          | Nederlands           | [ 3 ] |
| 15  | 2015 | Safety First: The Movie                          | Tim Van Aelst                                     | 560.000          | Nederlands           | [ 1 ] |
| 16  | 1980 | De Witte van Sichem                              | Robbe De Hert                                     | 540.000          | Nederlands           | [ 1 ] |
| 17  | 2013 | Marina                                           | Stijn Coninx                                      | 536.462          | Nederlands/Italiaans | [ 1 ] |
| 18  | 1986 | Paniekzaaiers                                    | Patrick Lebon                                     | 500.000          | Nederlands           | [ 1 ] |
| 19  | 2010 | Frits & Freddy                                   | Guy Goossens                                      | 480.020          | Nederlands           | [ 1 ] |
| 20  | 2009 | De helaasheid der dingen                         | Felix Van Groeningen                              | 454.435          | Nederlands           | [ 1 ] |
| 21  | 2011 | Rundskop                                         | Michaël R. Roskam                                 | 445.875          | Nederlands/Frans     | [ 1 ] |
| 22  | 2016 | De premier                                       | Erik Van Looy                                     | 440.868          | Nederlands/Engels    | [ 1 ] |
| 23  | 2010 | Zot van A.                                       | Jan Verheyen                                      | 437.522          | Nederlands           | [ 4 ] |
| 24  | 2012 | The Broken Circle Breakdown                      | Felix Van Groeningen                              | 432.436          | Nederlands           | [ 4 ] |
| 25  | 2009 | Dossier K.                                       | Jan Verheyen                                      | 412.152          | Nederlands/Albanees  | [ 4 ] |
| 26  | 2018 | Niet schieten                                    | Stijn Coninx                                      | 403.158          | Nederlands           | [ 3 ] |
| 27  | 2018 | Patser                                           | Adil El Arbi en Bilall Fallah                     | 366.640          | Nederlands           | [ 3 ] |
| 28  | 1984 | Zware jongens                                    | Robbe De Hert                                     | 365.000          | Nederlands           | [ 5 ] |
| 29  | 2003 | Team Spirit 2                                    | Jan Verheyen                                      | 355.000          | Nederlands           | [ 5 ] |
| 30  | 2013 | Het vonnis                                       | Jan Verheyen                                      | 339.000          | Nederlands           | [ 5 ] |
| 31  | 2022 | Close                                            | Lukas Dhont                                       | 334.659          | Nederlands/Frans     | [ 3 ] |
| 32  | 2018 | Girl                                             | Lukas Dhont                                       | 280.403          | Nederlands/Frans     | [ 3 ] |
| 33  | 2007 | Ben X                                            | Nic Balthazar                                     | 276.000          | Nederlands           | [ 6 ] |
| 34  | 2022 | Onze Natuur                                      | Dick Harrewijn, Pim Niesten, Maria Lise Van Lente | 274.989          | Nederlands           | [ 3 ] |
| 36  | 2018 | Nachtwacht: de poort der zielen                  | Gert-Jan Booy                                     | 240.819          | Nederlands           | [ 3 ] |
| 39  | 2017 | Het tweede gelaat                                | Jan Verheyen                                      | 214.048          | Nederlands           | [ 7 ] |
| 35  | 2019 | Corgi                                            | Ben Stassen, Vincent Kesteloot                    | 246.742          |                      | [ 3 ] |
| 37  | 2023 | WIL                                              | Tim Mielants                                      | 240.208          | Nederlands           | [ 3 ] |
| 38  | 2022 | De acht bergen                                   | Felix Van Groeningen, Charlotte Vandermeersch     | 224.999          | Italiaans            | [ 3 ] |